# 2552 Remek
2552 Remek è un asteroide della fascia principale. Scoperto nel 1978, presenta un'orbita caratterizzata da un semiasse maggiore pari a 2,1468510 UA e da un'eccentricità di 0,1881861, inclinata di 0,90266° rispetto all'eclittica.
L'asteroide è dedicato all'ex cosmonauta ceco Vladimír Remek.